# هنری ششم
هنری ششم (به انگلیسی: Henry VI) ‏ (۱۴۲۱–۱۴۷۱) پادشاه انگلستان بین سال‌های ۱۴۲۲ تا ۱۴۶۱ و مجدداً از ۱۴۷۰ تا ۱۴۷۱ و پادشاه فرانسه از ۱۴۲۲ تا ۱۴۵۳ بود. هنری از خاندان لنکستر بود؛ که با مرگ او، دوران فرمانروایی خاندان یورک در انگلستان آغاز شد و تا پادشاهی هنری هفتم که بار دیگر قدرت به خاندان لنکستر بازگشت ادامه یافت.

## زندگی

### سال‌های نخست
هنری ششم در ۱۵ دسامبر ۱۴۲۱ در قلعه ویندسور در برکشر زاده شد. او تنها فرزند هنری پنجم و کاترین والوا بود که در ۱۴۲۲ و درحالی که ۹ ماه بیشتر نداشت بر تخت شاهی انگلستان نشست. هنری ششم در ۱۴۳۱ به عنوان پادشاه فرانسه در پاریس و در ۱۴۳۷ به عنوان پادشاه انگلستان در وست‌مینستر ابی تاج‌گذاری کرد. با این وجود هنری فتوحات انگلستان در فرانسه را از دست داد.

### جنگ رزها و خلع از سلطنت
در ۱۴۵۴ ریچارد، دوک یورک قدرت را به عنوان نایب‌السلطنه در دست گرفت و لشکر پادشاه را در نخستین نبرد از جنگ‌های گل‌های سرخ در ۱۴۵۵ در سنت آلبان شکست داد. سپس در ۱۴۶۱ و پس از یک درگیری خشونت‌آمیز بین خاندان لنکستر و خاندان یورک، ادوارد یورک، پسر عموی هنری ششم او را از سلطنت خلع و در برج لندن زندانی نمود و آنگاه خود با عنوان ادوارد چهارم بر تخت پادشاهی انگلستان نشست.

### بازگشت به قدرت
در ۳۰ اکتبر ۱۴۷۰ ریچارد نویل، ارل وارویک و متحد سابق ادوارد چهارم با همراهی برادر ادوارد، جورج، دوک کلارنس بار دیگر هنری ششم را به مسند قدرت بازگرداند. با این وجود سال‌های زندان تأثیر خود را بر سلامتی هنری ششم که طبیعتی آرام و صلح‌جو داشت گذاشته بود و نویل و جورج به جای او فرمان می‌راندند. ابقای هنری ششم در سلطنت بیش از شش ماه طول نکشید. ریچارد نویل علیه دوک‌نشین بورگوندی اعلان جنگ کرد و در مقابل دوک‌نشین بورگوندی نیز به کمک ادوارد چهارم شتافت تا تاج و تختش را بازپس گیرد. با ورود ادوارد به لندن در آوریل ۱۴۷۱، پادشاهی هنری نیز به پایان خود رسید. ادوارد چهارم در ۴ مه همان سال به یک پیروزی سرنوشت‌ساز در نبرد تویکس‌بری دست یافت و ادوارد وست‌مینستر، شاهزاده ولز و فرزند هنری ششم در آن جنگ کشته شد.

### زندان و مرگ
هنری بار دیگر در برج لندن زندانی شد و پس از مدت کوتاهی در ۲۱ مه ۱۴۷۱ جان باخت. آریوال، تاریخ‌نگار ادوارد چهارم، علت مرگ هنری را مالیخولیایی شدن او پس از شنیدن خبر کشته‌شدن فرزندش ذکر کرده‌است اما این شک قوی نیز وجود دارد که ادوارد چهارم فرمان قتل هنری ششم را صادر کرده باشد. ویلیام شکسپیر نیز در هر دو نمایشنامهٔ خود هنری ششم و ریچارد سوم، برادر کوچک ادوارد یعنی ریچارد سوم را عامل قتل هنری معرفی کرده‌است.
هنری ششم نخست در صومعهٔ چرتسی ابی به خاک سپرده شد اما جسد او را در ۱۴۸۵ به کلیسای سنت جورج واقع در قلعهٔ ویندسور منتقل کرده و در آنجا دفن کردند.

## نگارخانه

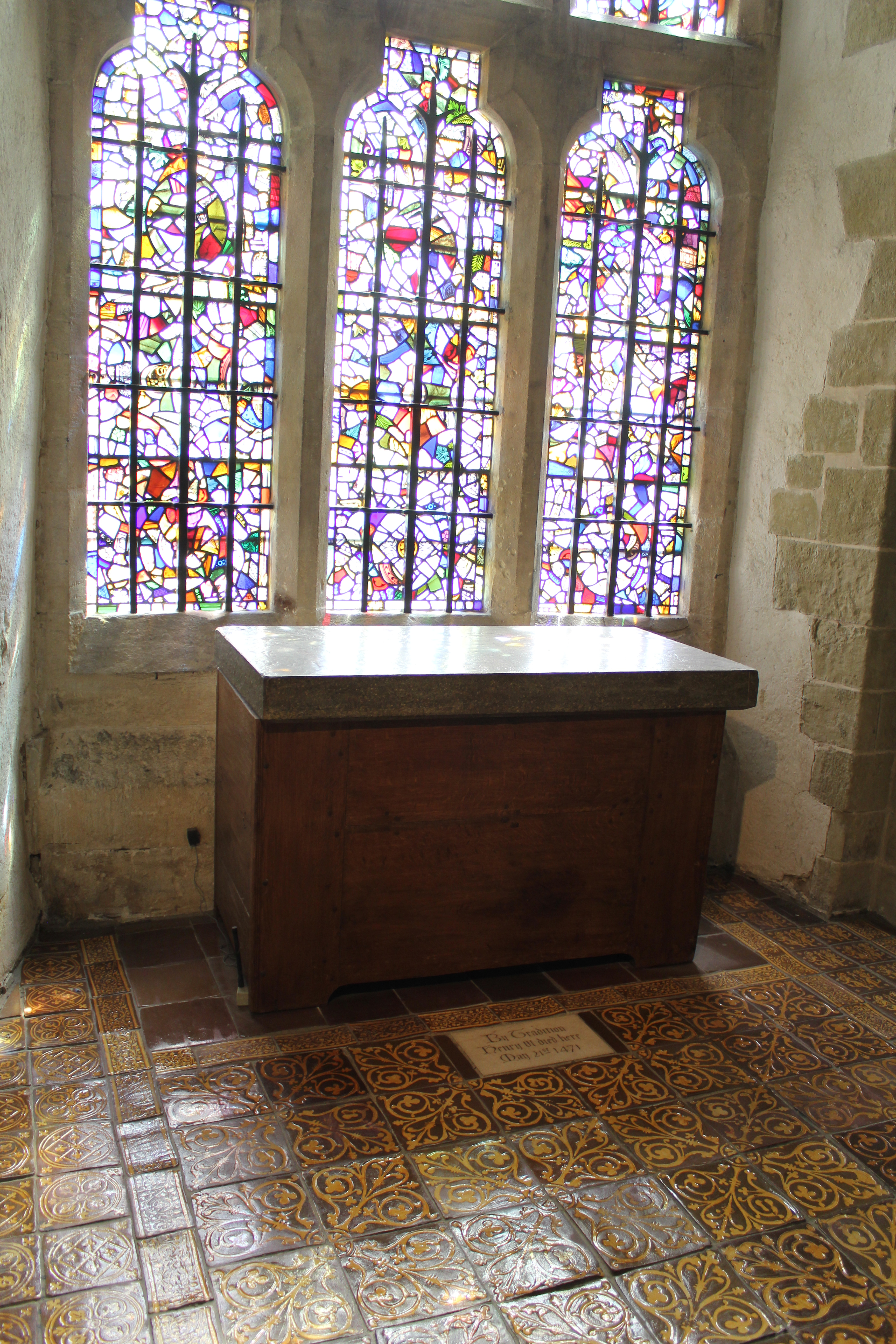
ویکفیلد تاور، بخشی از برج لندن که هنری در آنجا درگذشت
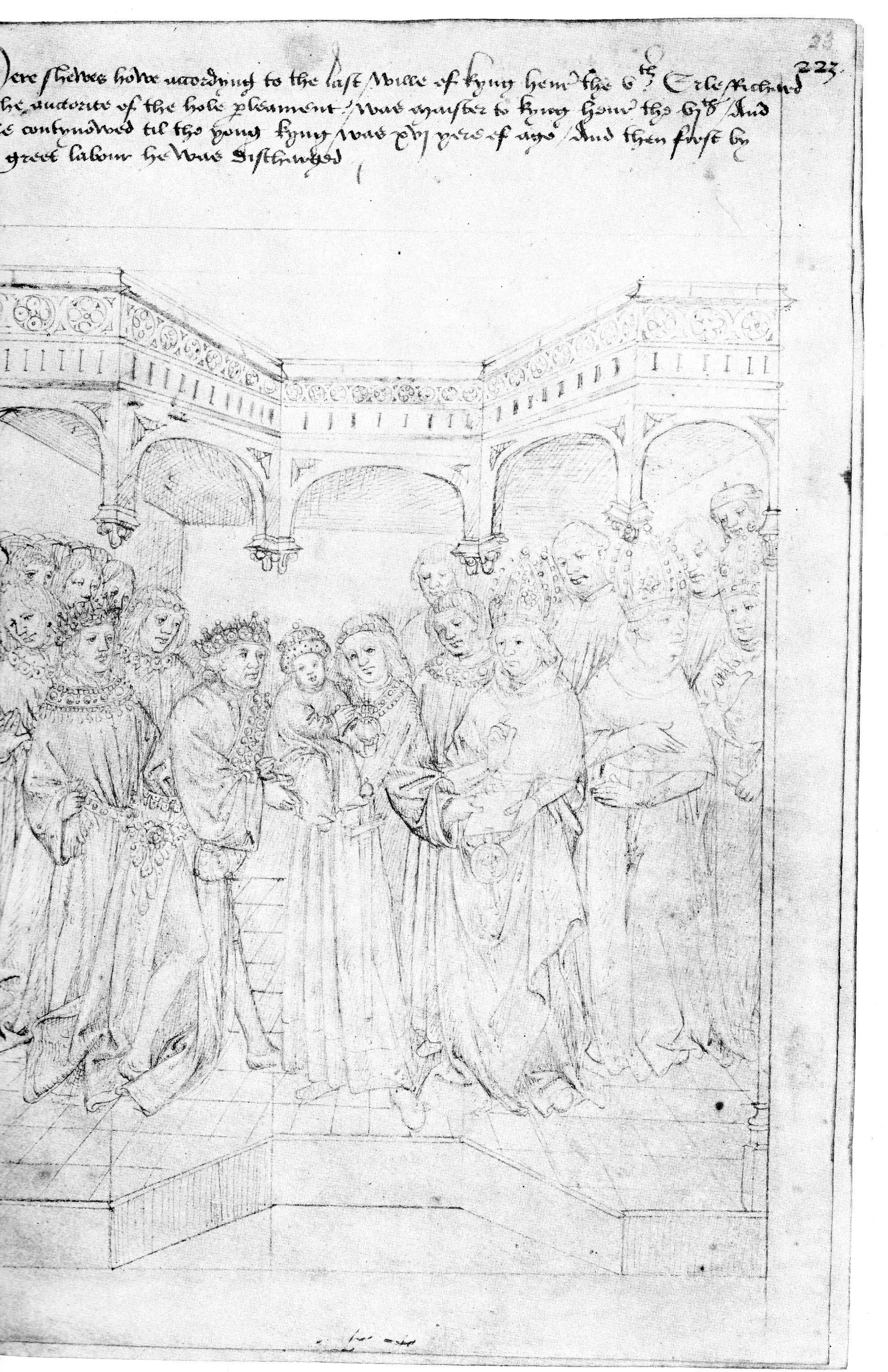
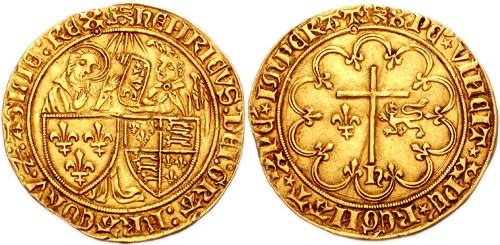
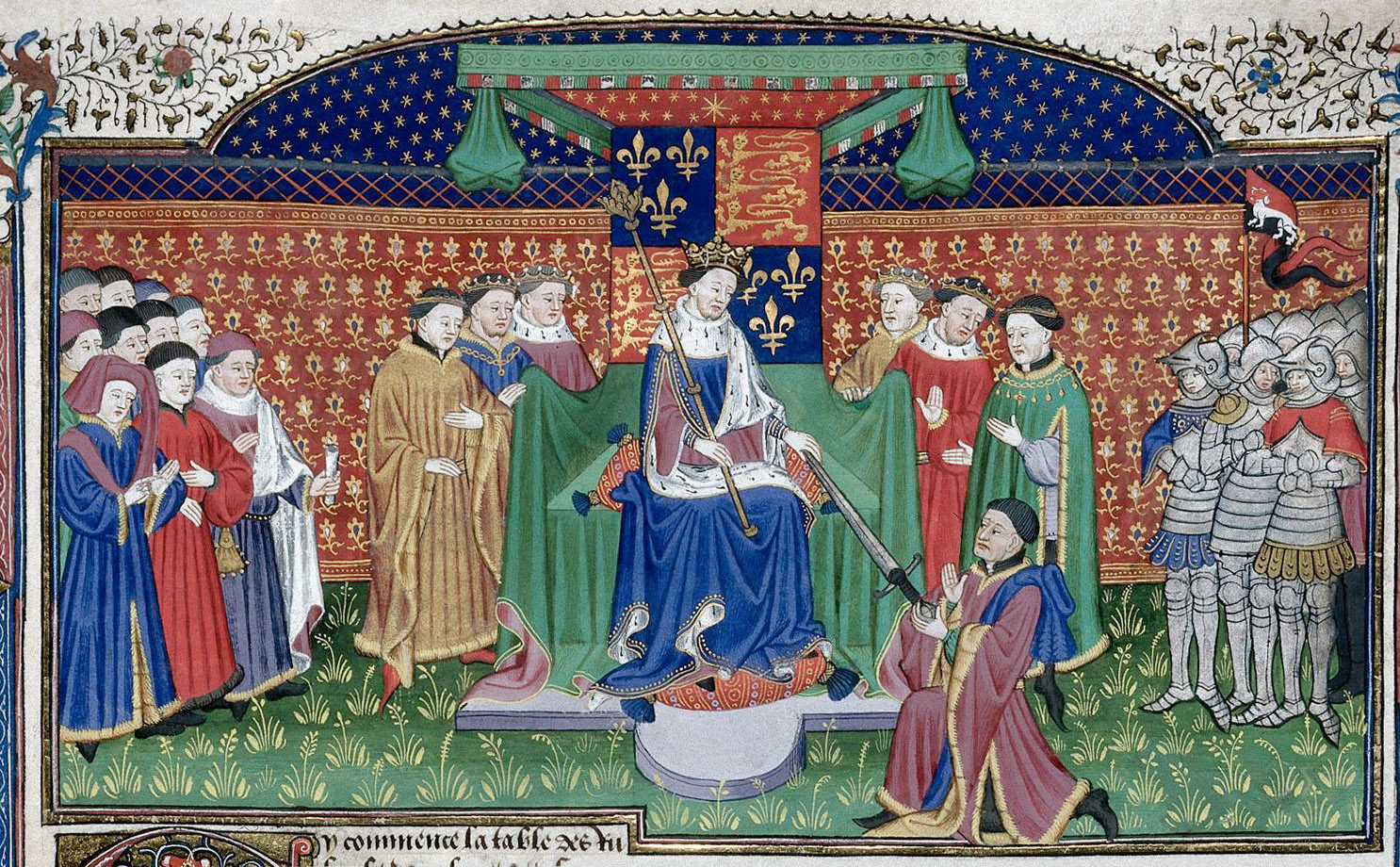